# Новий Свят — Університет (станція метро)
Новий Свят — Університет (пол. Nowy Świat-Uniwersytet) — станція Другої лінії Варшавського метро. Відкрита 8 березня 2015 року. Розташована в районі Середмістя, вздовж вул. Свентокшиської (пол. ul.Świętokrzyskiej), між вулицями Чацького (пол. ul. Czackiego) i Нови Свят (пол. ul. Nowy Świat).
Колонна трипрогінна станція глибокого закладення, побудована методом стіна в ґрунті, з острівною платформою 10,5 м завширшки і 120 м завдовжки. Об'єм станції — 65414 м³, площа — 16 823 м². У кожному торці платформи є двострічкові ескалатори і ліфт. Оздоблення різнокольорове: підлога та колони — сірі, лави, стеля та колійні стіни — фіолетові. По центру платформи розташовані лави. На станції заставлено тактильне покриття.
Спроєктована польським архітектором Анджеєм М. Холджинським і компанією Metroprojekt. Розписи колійної стіни були створені Войцехом Фангором, художником польської школи плакату.